# Dag (TV-serie)
Dag är en norsk komedi- och dramaserie som visas på TV 2 (Norge)  från hösten 2010. Första säsongen hade premiär den 30 september 2010, andra säsongen den 22 september 2011, tredje säsongen den 17 januari 2013 och fjärde säsongen den 17 september 2015. I Sveriges Television har Dag visats under hösten 2011, våren 2012 och våren 2013.

## Handling
Dag (Atle Antonsen) är en parterapeut som inte har någon särdeles tilltro till människor och äktenskap. Han bor isolerad och ensam, och menar att alla egentligen borde omfamna detta leverne. Medan Dag gör sitt bästa för att upprätthålla sin anonyma och tillbakadragna livsstil, måste han anstränga sig med sin hopplöse vän Benedict, sin känslosamma syster Marianne, sekreteraren Malin och otaliga rubbade patienter. Likväl ändrar sig allt då Mariannes vän Eva plötsligt en dag dyker upp och sätter lite känslor i svall hos den annars så kylige Dag.

## Rollista (urval)
| Roll              | Skådespelare               | Beskrivning       | Andra upplysningar                                              |
| ----------------- | -------------------------- | ----------------- | --------------------------------------------------------------- |
| Dag Refsnes       | Atle Antonsen              | Parterapeut       | Nominerades till Gullruten 2011 för bäste manlige skådespelare. |
| Benedict Skovrand | Anders Baasmo Christiansen | Dags vän          | Vann Gullruten 2011 för bäste manlige skådespelare.             |
| Marianne Refsnes  | Silje Torp Færavaag        | Dags syster       |                                                                 |
| Malin Tramell     | Agnes Kittelsen            | Dags sekreterare  |                                                                 |
| Eva Holstad       | Tuva Novotny               | Mariannes väninna | Vann Gullruten 2011 för bästa kvinnliga skådespelare.           |
| Ernst             | Rolf Lassgård              | Benedicts far     |                                                                 |

## Avsnitt
| Serie | Serie | Avsnitt | Avsnitt | Originalvisning       | Originalvisning      |
| Serie | Serie | Avsnitt | Avsnitt | Första sändningsdatum | Sista sändningsdatum |
| ----- | ----- | ------- | ------- | --------------------- | -------------------- |
|       | 1     | 10      | 10      | 30 september 2010     | 2 december 2010      |
|       | 2     | 10      | 10      | 22 september 2011     | 24 november 2011     |
|       | 3     | 10      | 10      | 17 januari 2013       | 21 mars 2013         |
|       | 4     | 10      | 10      | 17 september 2015     | 19 november 2015     |

### Series 1 (2010)
| Nr i serien | Nr i säsongen | Titel                                | Regissör                     | Originalvisning   |
| ----------- | ------------- | ------------------------------------ | ---------------------------- | ----------------- |
| 1           | 1             | "Alene er ingen det svakeste leddet" | Øystein Karlsen              | 30 september 2010 |
| 2           | 2             | "Stille vann er best å ro i"         | Øystein Karlsen              | 7 oktober 2010    |
| 3           | 3             | "Kjærlighet i valiumens tid"         | Øystein Karlsen              | 14 oktober 2010   |
| 4           | 4             | "Eva"                                | Øystein Karlsen Tuva Novotny | 21 oktober 2010   |
| 5           | 5             | "Som sønn, så far"                   | Øystein Karlsen              | 28 oktober 2010   |
| 6           | 6             | "Døden befrir de som ikke har levd"  | Øystein Karlsen              | 4 november 2010   |
| 7           | 7             | "Lang natts ferd mot dag"            | Øystein Karlsen              | 11 november 2010  |
| 8           | 8             | "To er det ensomste tallet av alle"  | Øystein Karlsen              | 18 november 2010  |
| 9           | 9             | "Speed for galleriet"                | Øystein Karlsen              | 25 november 2010  |
| 10          | 10            | "Verden banket på, jeg låste"        | Øystein Karlsen              | 2 december 2010   |

### Series 2 (2011)
| Nr i serien | Nr i säsongen | Titel                                                | Regissör        | Originalvisning   |
| ----------- | ------------- | ---------------------------------------------------- | --------------- | ----------------- |
| 11          | 1             | "Over skyene er himmelen alltid grå"                 | Øystein Karlsen | 22 september 2011 |
| 12          | 2             | "Alt som stiger opp, kommer en gang ned"             | Øystein Karlsen | 29 september 2011 |
| 13          | 3             | "Selv kynikere har et hjerte"                        | Øystein Karlsen | 6 oktober 2011    |
| 14          | 4             | "Steril nærhet"                                      | Tuva Novotny    | 13 oktober 2011   |
| 15          | 5             | "Man reder som man ligger med"                       | Øystein Karlsen | 20 oktober 2011   |
| 16          | 6             | "Bøddelen fra Sibir"                                 | Øystein Karlsen | 27 oktober 2011   |
| 17          | 7             | "Hevneren fra Holmlia"                               | Øystein Karlsen | 3 november 2011   |
| 18          | 8             | "Et stort lite liv"                                  | Øystein Karlsen | 10 november 2011  |
| 19          | 9             | "Ond mongo"                                          | Øystein Karlsen | 17 november 2011  |
| 20          | 10            | "Det er en sprekk i alle ting, der livet kommer inn" | Øystein Karlsen | 24 november 2011  |

### Series 3 (2013)
| Nr i serien | Nr i säsongen | Titel                                 | Regissör                     | Originalvisning  |
| ----------- | ------------- | ------------------------------------- | ---------------------------- | ---------------- |
| 21          | 1             | "De man faller for"                   | Øystein Karlsen              | 17 januari 2013  |
| 22          | 2             | "Det er hverdagen som knekker en"     | Øystein Karlsen              | 24 januari 2013  |
| 23          | 3             | "Fortiden tvinger fremtiden i kne"    | Øystein Karlsen              | 31 januari 2013  |
| 24          | 4             | "Jeg trenger ingen"                   | Øystein Karlsen Tuva Novotny | 7 februari 2013  |
| 25          | 5             | "Å strekke seg mot bunnen"            | Øystein Karlsen              | 14 februari 2013 |
| 26          | 6             | "Baconmannen ringer alltid to ganger" | Øystein Karlsen              | 21 februari 2013 |
| 27          | 7             | "Gjennom galskapens frodige øyne"     | Øystein Karlsen              | 28 februari 2013 |
| 28          | 8             | "Døden gir livet perspektiv"          | Øystein Karlsen              | 7 mars 2013      |
| 29          | 9             | "Guds sønn - Lloyd"                   | Øystein Karlsen              | 14 mars 2013     |
| 30          | 10            | "To bryllup og en begravelse"         | Øystein Karlsen              | 21 mars 2013     |

### Series 4 (2015)
| Nr i serien | Nr i säsongen | Titel                           | Regissör        | Originalvisning   |
| ----------- | ------------- | ------------------------------- | --------------- | ----------------- |
| 31          | 1             | "Incontinent Mammoth"           | Øystein Karlsen | 17 september 2015 |
| 32          | 2             | "Do You Want Me to Plug It In?" | Øystein Karlsen | 24 september 2015 |
| 33          | 3             | "Buried Relationship"           | Øystein Karlsen | 1 oktober 2015    |
| 34          | 4             | "Bacon? Salt of the Earth"      | Øystein Karlsen | 8 oktober 2015    |
| 35          | 5             | "Angst and Paralyzed Escape"    | Øystein Karlsen | 15 oktober 2015   |
| 36          | 6             | "Drug Craving Badger"           | Øystein Karlsen | 22 oktober 2015   |
| 37          | 7             | "The End of Everything"         | Øystein Karlsen | 29 oktober 2015   |
| 38          | 8             | "Kilt, Infidelity and JFK"      | Øystein Karlsen | 5 november 2015   |
| 39          | 9             | "Self Therapy"                  | Tuva Novotny    | 12 november 2015  |
| 40          | 10            | "He Is Back"                    | Øystein Karlsen | 19 november 2015  |